# Kjerstin Boge Solås
Kjerstin Boge Solås, född 31 december 1997 i Dale, Sunnfjord, är en norsk handbollsspelare som spelar som vänsternia.

## Klubbkarriär
Kjerstin Boge Solås började spela för hemmaklubben Dale IL 2013 och fortsatte sedan, efter ett mellanspel i division 2 klubben Førde i elitklubben Tertnes IL 2015. Efter fyra år i Tertnes blev hon 2019 utlandsproffs. 2019 blev det klart att hon skulle spela för ungerska toppklubben Siófok KC. Proffsåren utomlands blev inte många för redan året efter 2020 spelade hon för Byåsen IL i Norge.

## Landslagskarriär
Kjerstin Boge Solås debuterade i ungdomslandslaget 15 juli 2013 då hon bara var 15 år. Hon deltog vid ungdomsmästerskapen vid U18-VM i handboll för damer 2014, där det norska laget kom på 13:e plats. Hon deltog också vid U19-EM i handboll för damer 2015, där Norge kom på sjätte plats. Hon avlutade ungdomslandslagstiden med att representera Norge i U20-VM i handboll för damer sommaren 2016, där laget kom på femte plats.
Kjerstin Boge Solås var en av spelarna i det norska damlandslaget som vann EM 2016. Hon debuterade i A-landslaget 6 oktober 2016 mot Frankrike och spelade sedan 14 landskamper fram till EM-finalen mot Nederländerna. Hon har sedan inte spelat flera landskamper för Norge. Hon blev uttagen bara knappt 19 år gammal, som den yngsta landslagsspelaren i norska landslaget någonsin i en mästerskapstrupp. Innan hennes debut var de yngsta landslagsspelarna Mette Davidsen och Cecilie Leganger, som spelade för Norge under VM 1993 på hemmaplan.